# 小行星6268
小行星6268（英語：6268 Versailles）是一颗围绕太阳公转的小行星。1990年9月22日，艾瑞克·怀特·埃尔斯特在拉西拉天文台发现了此天体。
这颗小行星的绝对星等为331.6741096177308等。